# Давуд
Давуд (араб. داود‎‎), (біблійний Давид) — пророк (набі) і цар, надісланий до народу Ізраїлю. Він був сином Яхуди (Юди), онуком пророка Якуба (Якова)

## Історія Давуда в мусульманській традиції
Після смерті пророка Муси (Мойсея), Аллах посилав до ізраїльтян багато пророків. Всі вони закликали народ беззастережно дотримуватися заповідей Таури (Тори). Однак з часом люди почали віддалятися від божественних законів, підміняти їх вигідними для себе трактуваннями, почала руйнуватися мораль. Люди відмовлялися слухати божих посланців. Тому Аллах послав їм покарання, яке уособлював цар племені амаликитян Джалута (Голіаф). Він переміг ізраїльтян і прогнав їх з частини земель.
Потім царем Ізраїлю став Талут (Саул), який зібрав сильну армію і виступив проти Джалута. В цьому поході взяв участь і Давуд, він вийшов на двобій з Джалутом і вбив його (Коран, 2: 246—251). 
Після смерті Талута, Давуд став царем Ізраїлю. Був він справедливим правителем, правив керуючись божественними законами. Давуд зумів підкорити собі Палестину, Сирію і частину Аравійського півострова. Столицею його держави став Кудс (Єрусалим), в якому він розпочав будівництво Божого храму, яке було завершено за часів правління його сина Сулеймана (Соломона).
Аллах зробив Давуда своїм пророком (6:84) і послав йому священну книгу Забур (Псалтир) (17:55). Вона була написана в прекрасному поетичному стилі, у ній містилися настанови та етичні приписи. Ця книга підтверджувала істинність Таури і закликала народ жити згідно з її заповідями.
В мусульманському богослов’ї вважається, що місія Давуда не була рівнозначна місії Муси, бо він не приніс нового шаріату. Проте Забур вважається однією з чотирьох божественних книг. Його поетичні псалми Давуд співав прекрасним голосом.
Давуд був вірним слугою Аллаха. Багато часу проводив у молитвах, часто постився. Аллах дарував йому здатність творити чудеса. Він повелівав камінням, горами, птахами, дикими тваринами (21:79—80). Коли Давуд співав псалми Забура, злітались птахи і співали разом з ним. Давуд також міг ліпити з заліза речі будь-якої форми, не піддаючи його при цьому обробці вогнем.